# Kováčová (okres Rožňava)
Kováčová (Hongaars: Kiskovácsvágása) is een Slowaakse gemeente in de regio Košice. Ze maakt deel uit van het district Rožňava.
Kováčová telt 67 inwoners.

## Ligging

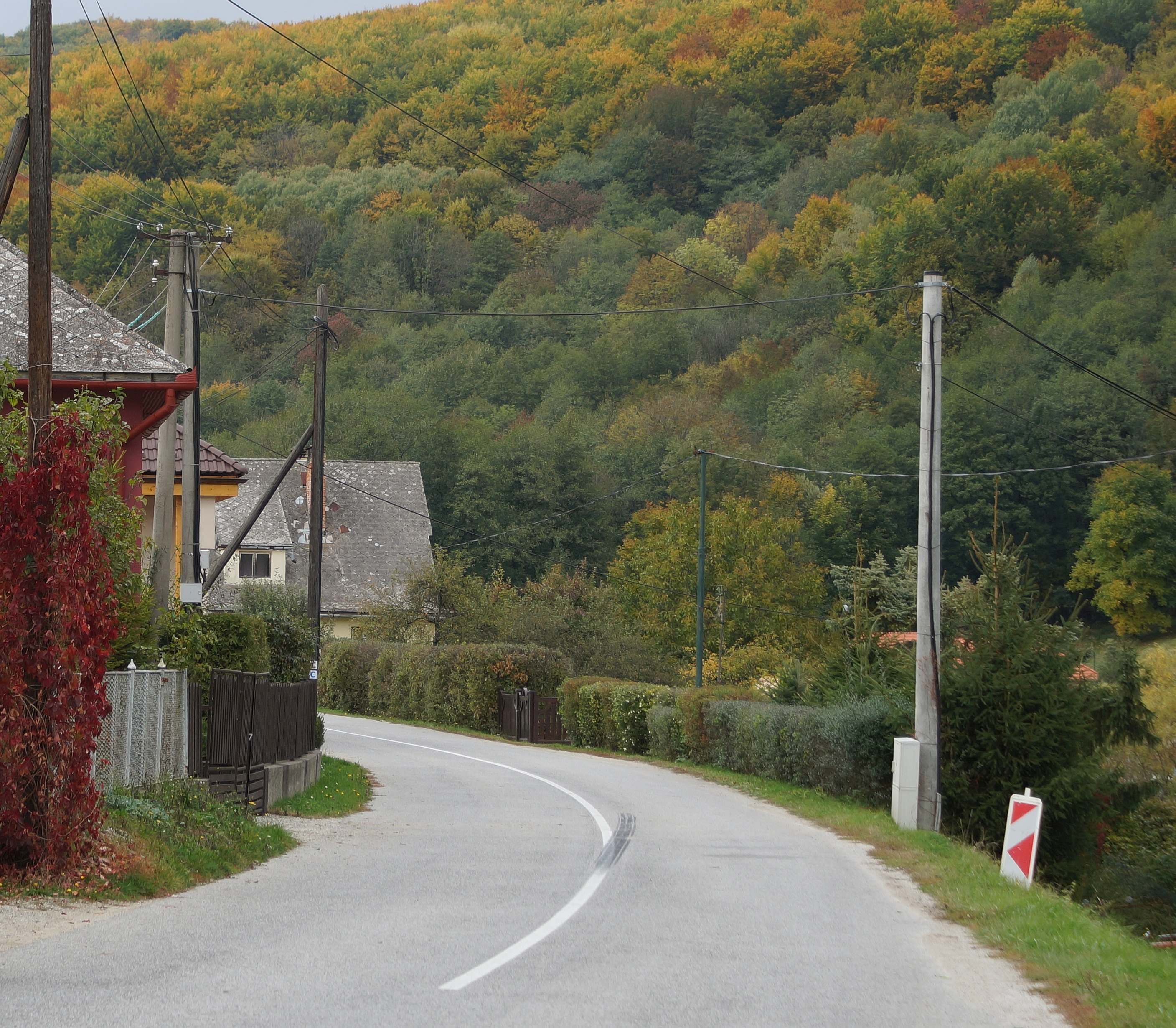
Kováčová. Overweldigend woud en smalle straat.
De gemeente ligt aan de rand van een heuvel.
Er zijn zeer weinig woningen en bewoners.

Het dorp met kleine eenvoudige huizen ligt op een afstand van 17 km ten oosten van de stad Rožňava, in de Čremošná-vallei, op een hoogte van 444 m boven de zeespiegel.
De nederzetting is gelegen op de grens van het Volovec-gebergte (Slowaaks: Volovské vrchy) en de Slowaakse Karst. Het gebied maakt deel uit van het Nationaal park Slowaakse Karst.
Bezijden het dorp verheft zich de heuvel Som-hegy.
Met een oppervlakte van 13,818 km² doch slechts 67 inwoners, is deze plaats zeer dun bevolkt. 

## Geschiedenis

### Middeleeuwen
In de historische archieven werd de nederzetting voor het eerst vermeld in 1254, onder de naam: Kouachy. Het landgoed hoorde bij het eigendom van het kasteel Krásna Hôrka. 
In 1346 kwam het grondbezit in handen van de familie Bebek. Anno 1364 noemde men het Kowachwagasa: wellicht de voorloper van de huidige Hongaarse naam. 
Aan het einde van de 15e eeuw vestigden Balkanroemeense herders zich in het gebied en werd het dorp de zetel van de lokale Vlachse herdersgroep.

### 16e & 17e eeuw
Doordat de grond zeer weinig vruchtbaar was, werd in de 16e eeuw het terrein gedurende een tijd niet bewoond.
Tijdens de Turkse bezetting in de 17e eeuw werd het zodanig verwoest dat het opnieuw ontvolkte. 

### 18e & 19e eeuw
Slechts in de 18e eeuw, met name in 1720, daagde er andermaal bevolking op.
Op het einde van de 18e eeuw schreef András Vályi: « Kovácsi. Hongaars dorp, eigendom van de heer G. Andrásy. Het land is onvruchtbaar, moeilijk te bewerken en rotsachtig. ».
In de nabijgelegen ijzermijnen werd sedert eeuwen ijzererts gewonnen. Die activiteit had tot gevolg dat het aantal inwoners vanaf ongeveer 1800 toenam: in 1828 waren er 924 bewoners in 115 huizen. Landbouw en mijnbouw werden de belangrijkste bezigheden.
Borovszky 's monografie over het graafschap Gömör és Kis-Hont vermelde: « Kovácsvágás: een klein Hongaars dorp nabij de Čremošná-stroom, met 53 huizen en 296 Rooms-katholieke inwoners. Het was eigendom van het kasteel van Krásna Hôrka en kwam samen met andere landgoederen van de familie Bebeks in het bezit van de familie Andrásy. Voordien behoorde het tot het graafschap Torna. De katholieke kerk werd in 1858 gebouwd. Aan de rand van dit oord lag het dorp Kornalippa, dat met de grond werd gelijk gemaakt tijdens de invasie van de Tartaren. Het stuk grond van zijn voormalige kerk is nog steeds te zien. ».

### 20e & 21e eeuw

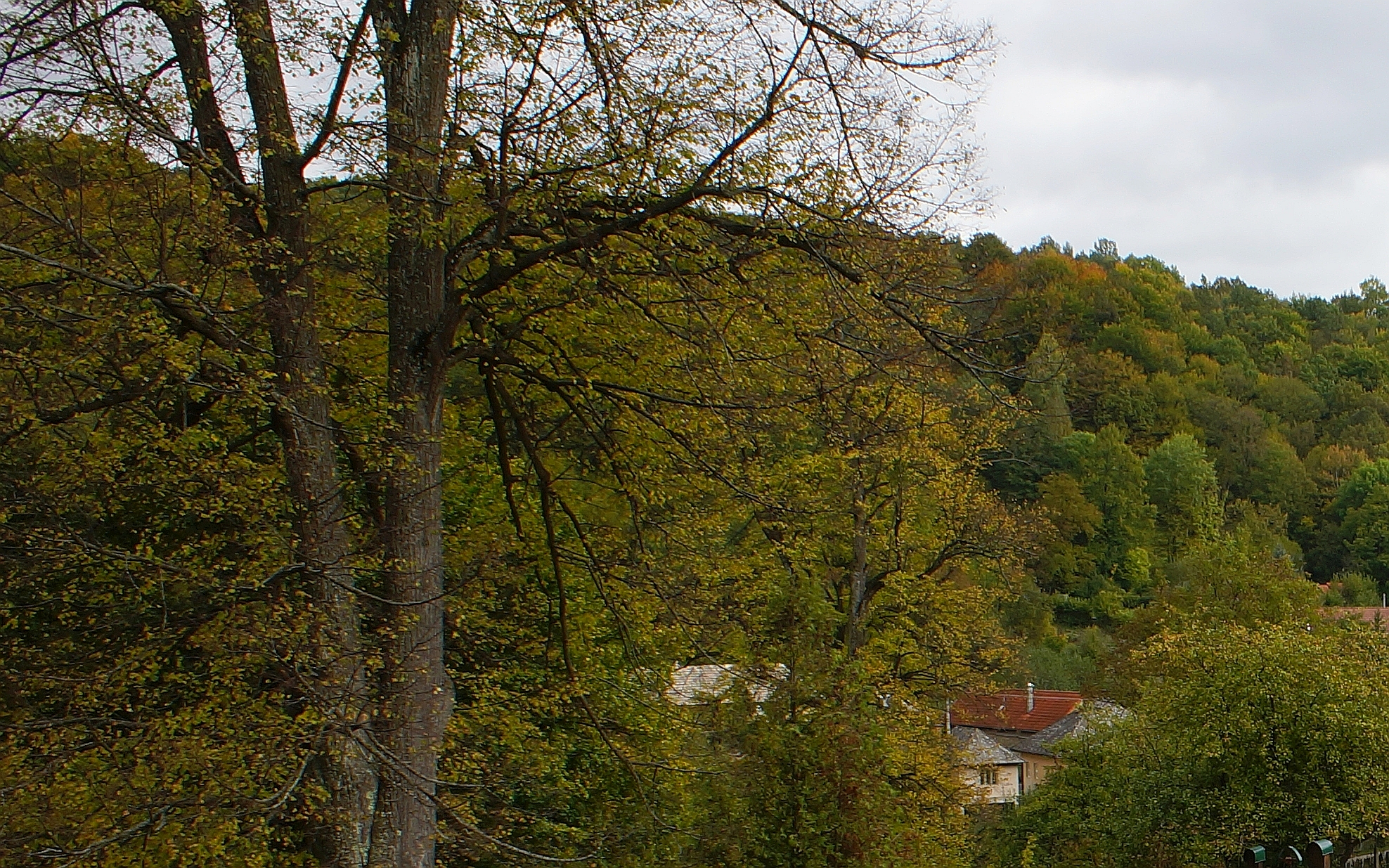
Kováčová. Heuvel, rotsachtige grond, bossen en schaarse huizen.

Anno 1910, nadat de mijnactiviteiten verminderden, woonden er nog 271 mensen: in hoofdzaak Hongaren.
Tot de inwerkingtreding van het Verdrag van Trianon op 4 juni 1920, behoorde het dorp tot het koninkrijk Hongarije. In die tijd maakte het deel uit van het historische comitaat Gömör és Kis-Hont. Maar ingevolge dat verdrag werd het na de Eerste Wereldoorlog van Hongarije afgenomen en ingedeeld bij het buurland Tsjecho-Slowakije. Dit leidde tot spanningen, met als gevolg dat bij de Eerste Arbitrage van Wenen (2 november 1938) beslist werd het gebied wederom toe te wijzen aan Hongarije. Dat bleef zo gedurende bijna zeven jaren, vanaf eind 1938 tot 1945. Gedurende deze episode werd de Hongaarse naam Kiskovácsvágása gebruikt. 
Na het einde van de Tweede Wereldoorlog (1945) werd Kováčová andermaal overgeheveld naar Tsjecho-Slowakije, met een catastrofe voor bepaalde Hongaarse inwoners tot gevolg. Deze werden immers in toepassing van de Beneš-decreten rechteloos: meedogenloos onteigend en uitgedreven. 
Op 1 januari 1993, bij de splitsing van Tsjecho-Slowakije in Tsjechië en Slowakije, kwam Kováčová onder Slowaaks bestuur.

## Bevolking
- In 2001 waren de Hongaren opnieuw in de meerderheid: van de 95 inwoners waren er 85 Hongaren en 8 Slowaken.
- In 2011 waren 59 van de 76 inwoners Hongaren en 16 Slowaken.
- Op 31 december 2015 waren er nog slechts 58 bewoners gehuisvest.

## Economie
De jongste decennia omvat het landbouwgebied ongeveer 300 hectaren, waarvan één derde akkerland. De rest zijn weiden (gegevens van 1986).
De bewoners houden zich voornamelijk bezig met landbouw, werk in het bos, ontginning van ijzererts en arbeid bij de staalfabrieken in Bôrka en Drnava. Thans vinden ze vooral werk in de bosbouw en in de buurt van Rožňava.

## Bezienswaardigheden

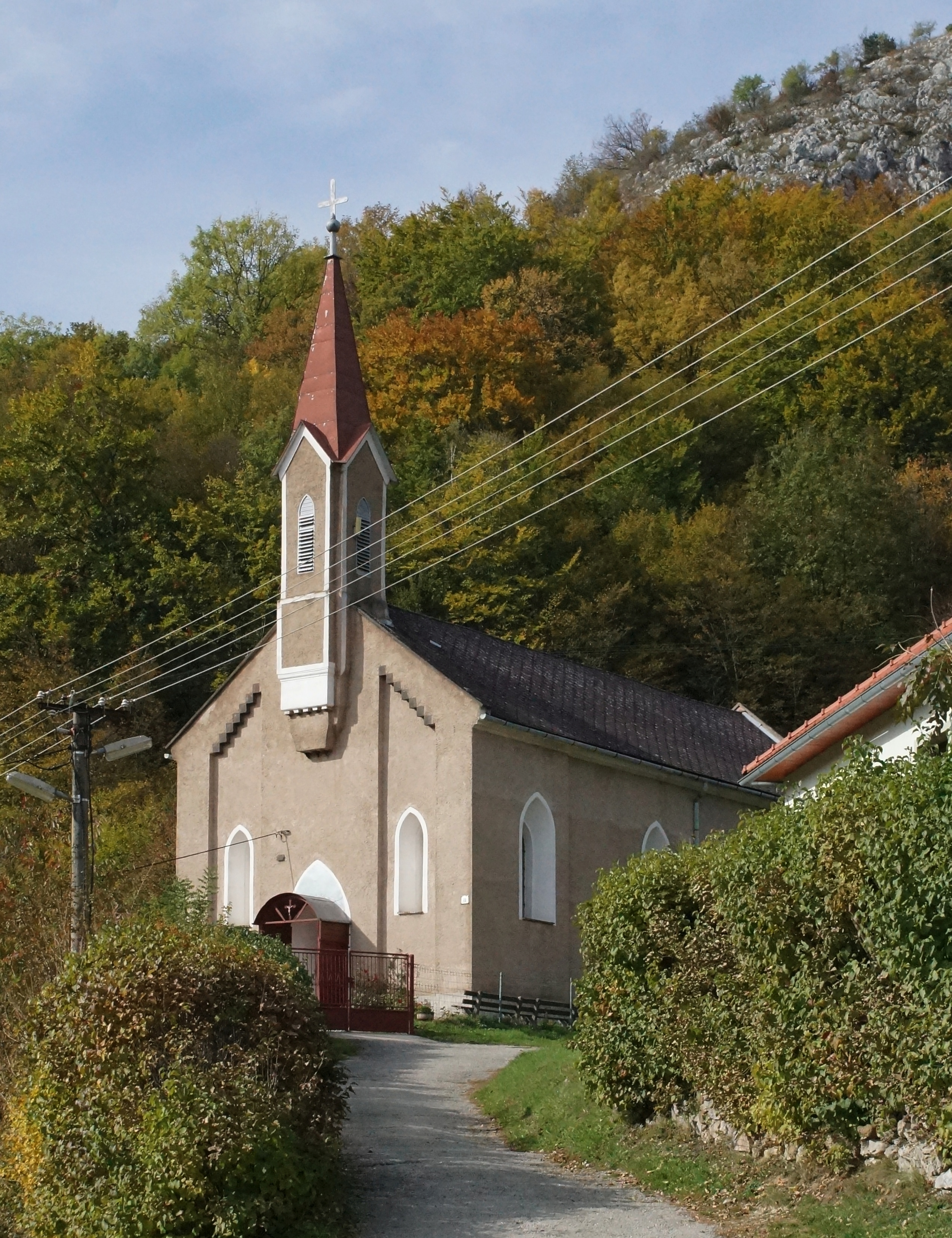
Kováčová. Sint-Franciscus Xaveriuskerk,
gebouwd in 1858.

- De rooms-katholieke Sint-Franciscus Xaveriuskerk (Slowaaks: sv. František Xaverský): een neogotisch gebouw (1858) met één beuk, een halfronde koorsluiting en een toren. De kerk werd in 1900 gerestaureerd. Er is een waardevol beeld van de Madonna van het einde 18e eeuw en twee processiekruisen uit het midden van de 19e eeuw. Het interieur bevat ook een gedenkplaat (1864) voor graaf Juraj Andráši, die de bouw van de kerk financierde.
- Een 150 m diepe afgrond strekt zich uit op de Drieňovec-heuvel, die deel uitmaakt van het Nationaal park Slowaakse Karst. Dit is een nationaal natuurreservaat is met typische bossen en dorre rotsachtige weiden.

## Openbaar vervoer

### Treinen
Voor het openbaar vervoer per trein is Kováčová aangewezen op het station van Rožňava: « Zelezničná stanica Rožňava ». Dit is gelegen aan de « Zelezničná 3011 Brzotin Kosicky 049 51 Rožňava » (nabij verkeersweg 16).
Dat station is bij middel van snelle passagierstreinen verbonden met Košice, Bratislava, en verscheidene andere steden en gemeenten, hetzij rechtstreeks, hetzij mits overstap.

### Autobus
Kováčová heeft verbindingen per autobus, naar onder meer: Rožňava, Lúčka, Bôrka.